# Benjamin Boyet
Benjamin Boyet (Vienne, 8 agosto 1979) è un ex rugbista a 15 francese la cui carriera, nel ruolo di mediano d'apertura, si svolse quasi interamente nelle file del Bourgoin-Jallieu eccezion fatta per le ultime tre stagioni antecedenti al ritiro, trascorse nel Bayonne.
Dopo il termine dell'attività agonistica è divenuto commentatore televisivo per France Sud e belN Sport.